# Liste der Monuments historiques in Ampilly-le-Sec
Die Liste der Monuments historiques in Ampilly-le-Sec führt die Monuments historiques in der französischen Gemeinde Ampilly-le-Sec auf.

## Liste der Immobilien
| Bezeichnung             | Beschreibung                                           | Standort                                  | Kennzeichnung | Schutzstatus | Datum | Bild           |
| ----------------------- | ------------------------------------------------------ | ----------------------------------------- | ------------- | ------------ | ----- | -------------- |
| Forges d’Ampilly-le-Sec | Hüttenwerk mit Hochofen, Halle und Wohnhäuser, um 1830 | nordöstlich des Ortes an der Seine (Lage) | PA00112057    | Inscrit      | 1986  | weitere Bilder |

## Liste der Objekte
| Bezeichnung             | Beschreibung                                        | Standort                                  | Kennzeichnung | Schutzstatus | Datum | Bild |
| ----------------------- | --------------------------------------------------- | ----------------------------------------- | ------------- | ------------ | ----- | ---- |
| Prozessionsstab Petrus  | Holz, farbig gefasst und vergoldet, bezeichnet 1716 | in der Kirche St-Pierre-et-St-Paul (Lage) | PM21004817    | Inscrit      | 2009  |      |
| Skulptur Heiliger Fursa | Wachs, Holz, Stoff, Perlen, 19. Jahrhundert         | in der Kirche St-Pierre-et-St-Paul (Lage) | PM21004818    | Inscrit      | 2009  |      |
| Vier Kerzenständer      | Holz, Metall, zweites Viertel des 19. Jahrhunderts  | in der Kirche St-Pierre-et-St-Paul (Lage) | PM21004819    | Inscrit      | 2009  |      |
| Zwei Kronleuchter       | Metall, Glas, zweites Viertel des 19. Jahrhunderts  | in der Kirche St-Pierre-et-St-Paul (Lage) | PM21004820    | Inscrit      | 2009  |      |